# 데켄관박쥐
데켄관박쥐(Rhinolophus deckenii)는 관박쥐과에 속하는 박쥐의 일종이다. 케냐와 탄자니아에서 발견된다. 자연 서식지는 아열대 또는 열대 기후 지역의 습윤 저지대 숲과 습윤 산지 숲, 습윤 사바나 지역, 동굴, 지하 서식지(동굴이 아닌)이다. 서식지 감소로 위협을 받고 있다.